# Taupō (Stadt)

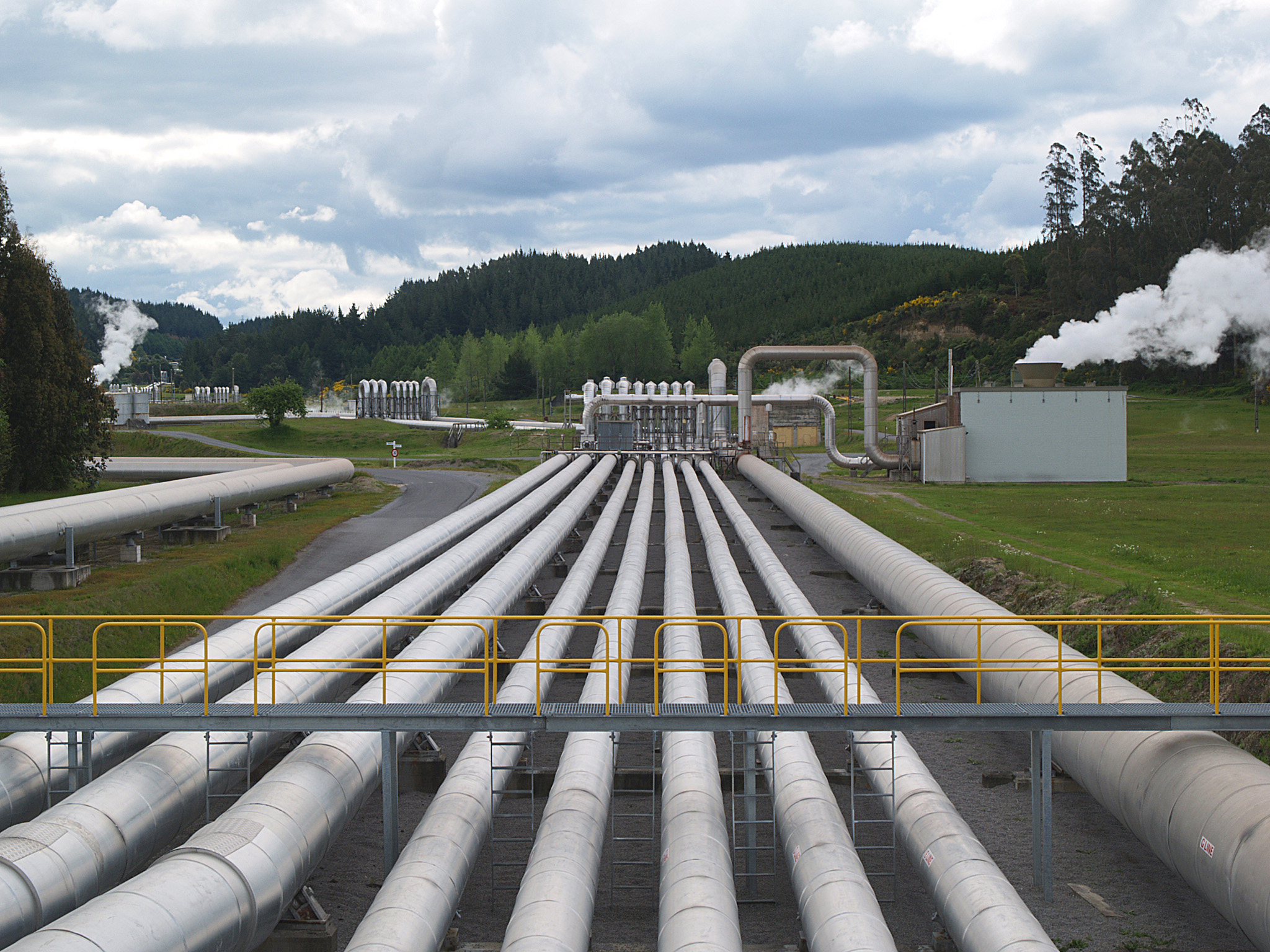
Pipelines des Geothermalkraftwerks nördlich von Taupō

Taupō, in vielen Publikationen einfach Taupo geschrieben, ist eine Stadt im Taupō District der Region Waikato auf der Nordinsel von Neuseeland. Die Stadt ist Sitz des Taupō District Council.

## Namensherkunft
Taupō in der Sprache der Māori geschrieben und am 21. Juni 2019 offiziell bekannt gemacht, soll eine Verkürzung des Namens „Taupō-nui-a-Tia“ sein, was so viel bedeutet wie „der große Mantel von Tia“, der ein Häuptling des Stammes der Te Arawa war, die wiederum vom Arawa Waka abstammten. Tia soll der Region ihren Namen gegeben haben, wonach der Vulkan Taupō, der Lake Taupō und die Stadt Taupō heute benannt sind. Eine weitere Deutung wäre die Zusammensetzung der Begriffe „tau“ für zur Ruhe kommen und „po“ für die Nacht.

## Geographie
Die Stadt befindet sich rund 63 km südsüdwestlich von Rotorua und rund 80 km nordöstlich des Vulkans Ruapehu an der Nordostseite des Lake Taupo in der Tapuaeharuru Bay. Im westlichen Teil der Stadt fließt der Waikato River als einziger Abfluss des Sees nach Norden ab.
Um Taupō herum befinden sich zahlreiche Thermalquellen und Geothermalfelder, deren Wärmeenergie wirtschaftlich genutzt wird. Nördlich der Stadt liegen die Huka Falls und rund 30 km östlich erstreckt sich das 1890 km2 große, 1925 eigens für die Forstwirtschaft angelegte Waldgebiet, der Kaingaroa Forest.

## Geschichte
Vor der Ankunft der Europäer war das Gebiet um Taupō von dem Tuwharetoa-Iwi (Stamm) der Māori besiedelt, die ihr Siedlungsgebiet Tapuaeharuru nannten, was so viel bedeutet wie „widerhallender Schritt“. Das Zentrum ihrer Siedlung befand sich westlich des Abflusses des Lake Taupo in den Waikato River. Die ersten europäischen Missionare kamen 1839 in das Gebiet und 1869 errichtete die britische Armee auf dem Grund der heutigen Stadt Taupo eine Garnison als Stützpunkt für den Krieg (siehe Neuseelandkriege) gegen den Māori-Anführer Te Kooti.
Touristisch erschlossen wurde Taupō und die Landschaft um den See herum in den 1970er und 1980er Jahren. Nachdem in den 1990er Jahren Bachforellen in dem See ausgesetzt wurden, erlebte die Gegend einen Aufschwung als Anglerparadies. Doch erst nach dem Bau des Geothermalkraftwerks in Wairakei knapp 7 km nördlich von Taupō begann die Stadt zu boomen und erhielt 1953 nach damaligen Maßstäben den Status einer Stadt verliehen.

## Wirtschaft
Ein bedeutender Wirtschaftszweig der Stadt stellt der Tourismus dar. Doch auch Industriebetriebe haben sich in der Stadt niedergelassen, wie z. B. Firmen der Leder- und Bekleidungsindustrie, Maschinen- und Bootsbauer und Unternehmen der Holzverarbeitung, da die Holzwirtschaft seit Mitte des 20. Jahrhunderts zunehmend an Bedeutung gewann. Die Landwirtschaft der Umgebung lebt hauptsächlich von der Milchwirtschaft und zum Teil von der Schafzucht. Einige Arbeitsplätze bieten auch das Wasserkraftwerk am Waikato River und das Geothermalkraftwerk.

## Infrastruktur

### Straßenverkehr
Zwei New Zealand State Highways führen durch die Stadt, der State Highway 1, der, von Tūrangi von Süden kommend, an der östlichen Seite des Lake Taupō entlang verläuft und nach dem Passieren der Stadt nach Nordnordwesten nach Tokoroa weiter führt, und der State Highway 5, der, von Südosten von Napier kommend, durch die Stadt Taupō führt und nach Norden in Richtung Rotorua abgeht.

### Flugverkehr
Rund 6 km südlich der Stadt befindet sich der Taupo Airport, der, neben seiner Funktion als Regionalflughafen, rund 35.000 Starts und Landungen pro Jahr für Fallschirmspringer abwickelt.

## Tourismus
Als beliebtes Ausflugsziel gilt der Lake Taupo, an dem Segeln, Wasserski, Fallschirmspringen und Fischen möglich sind. Die Huka Falls etwa 4 km nordnordöstlich des Stadtzentrums werden von vielen Touristen besucht. Außerdem ist Taupo einer der Startpunkte, von denen Shuttlebusse Wanderer zum Tongariro Crossing bringen.

## Regelmäßige Veranstaltungen
In Taupō wird seit dem 6. März 1999 jährlich, im Februar oder März, der zuvor 15 Jahre in Auckland ausgerichtete Ironman New Zealand ausgetragen. Bei diesem Triathlon über die Ironman-Distanz sind für die Athleten 3,86 km Schwimmen, 180,2 km Radfahren, 42,195 km Laufen zu bewältigen.

## Söhne und Töchter (Auswahl)
- Louisa Wall (* 1972), Rugbyspielerin
- Bevan Docherty (* 1977), Triathlet
- Patrick Bevin (* 1991), Radrennfahrer
- Hayden Wilde (* 1997), Triathlet und Olympionike
- Samara Maxwell (* 2001), Mountainbikerin

## Partnerstädte
Partnerstädte von Taupo sind:
- Suzhou, China
- Hakone, Japan
- Nouméa, französisches Überseegebiet Neukaledonien[10]